# Muletto
Muleto o muletto (palabra de origen italiano cuyo significado es burro pequeño) es un automóvil de reserva de un equipo de competición para sustituir al principal en caso de accidente o avería grave.
En el caso de la Fórmula 1, dicho automóvil es asignado preferentemente a uno de los pilotos, en general al primer piloto pero también al que tiene mayores posibilidades de ganar la carrera o el campeonato. Los reglajes pueden ser idénticos al del automóvil principal, o distintos cuando el piloto duda entre dos reglajes (por ejemplo, uno para piso seco y otro para piso mojado). En rally también se le denominaba así a los vehículos que se usaban durante los reconocimientos cuando todavía se permitían un número ilimitado de pasadas (principalmente durante los años 1970, 1980 o 1990) y que eran prácticamente iguales a los de competición.
Actualmente, la mayor logística de los equipos ha hecho que la palabra «muleto» o «muletto» y su significado estén en desuso, pero fue muy popular y polémica durante las décadas de los años 1980 y principios de los 1990, en especial cuando dos grandes pilotos compartían equipo (tal fue el caso de Ayrton Senna y Alain Prost en McLaren, en las temporadas 1988 y 1989).
En 2008 la F1 prohibió el uso del auto muleto en todas sus competiciones. Si bien es cierto que debido a los altos costos muchos equipos no contaban con un tercer monoplaza de repuesto por lo que en la mencionada temporada fue oficialmente prohibido.
La palabra muleto en ciertas zonas del mundo hispanoparlante (por ejemplo en Argentina) transciende el tema automovilístico y se usa para otras cuestiones con el significado de algo substitutivo en una emergencia.